# 彌刀站
彌刀站（日语：／ Mito eki */?）是位於大阪府東大阪市友井三丁目，近畿日本鐵道（近鐵）的大阪線車站。車站編號為「D09」。

## 歷史
- 1925年（大正14年）12月10日 - 大阪電氣軌道八木線（現時為大阪線）長瀨至久寶寺口之間新設此站[1]。
- 1941年（昭和16年）3月15日 - 大阪電氣軌道與参宮急行電鐵合併，關西急行鐵道成立[1]。
- 1944年（昭和19年）6月1日 - 關西急行鐵道與南海鐵道（為南海電氣鐵道的前身）合併，成為近畿日本鐵道的車站[1]。
- 1949年（昭和24年）7月26日 - 新設上下待避線。
- 2007年（平成19年）4月1日 - 車站可以使用PiTaPa[2]。

## 車站構造
車站為地面車站，設有2面4線的島式月台和待避線。各島式月台各自設有獨立的車站大堂與閘口，在閘內不能互相前往各月台。月台與車站大堂之間設有閘內平交道。
曾經運送近畿大學學生的各站停車列車在此站折返，並駛入至下行（大和八木方向）的引上線（可容納7卡車廂）。該引上線也用作晚間信貴線列車交會之用。
此站是由布施站管理的有人車站。設有可使用PiTaPa、ICOCA的自動閘機和自動補票機（可支援回數卡及IC卡，以及IC卡增值功能）。

### 月台
| 月台 | 路線   | 上下行 | 方向                                                       |
| ---- | ------ | ------ | ---------------------------------------------------------- |
| 1、2 | 大阪線 | 下行   | 八尾、河內國分、大和八木、伊勢志摩、名古屋方向             |
| 3、4 | 大阪線 | 上行   | 布施、大阪上本町、大阪難波、尼崎、神戶三宮、生駒、奈良方向 |

內側2線（2、3號月台）為主本線，外側2線（1、4號月台）為待避線。

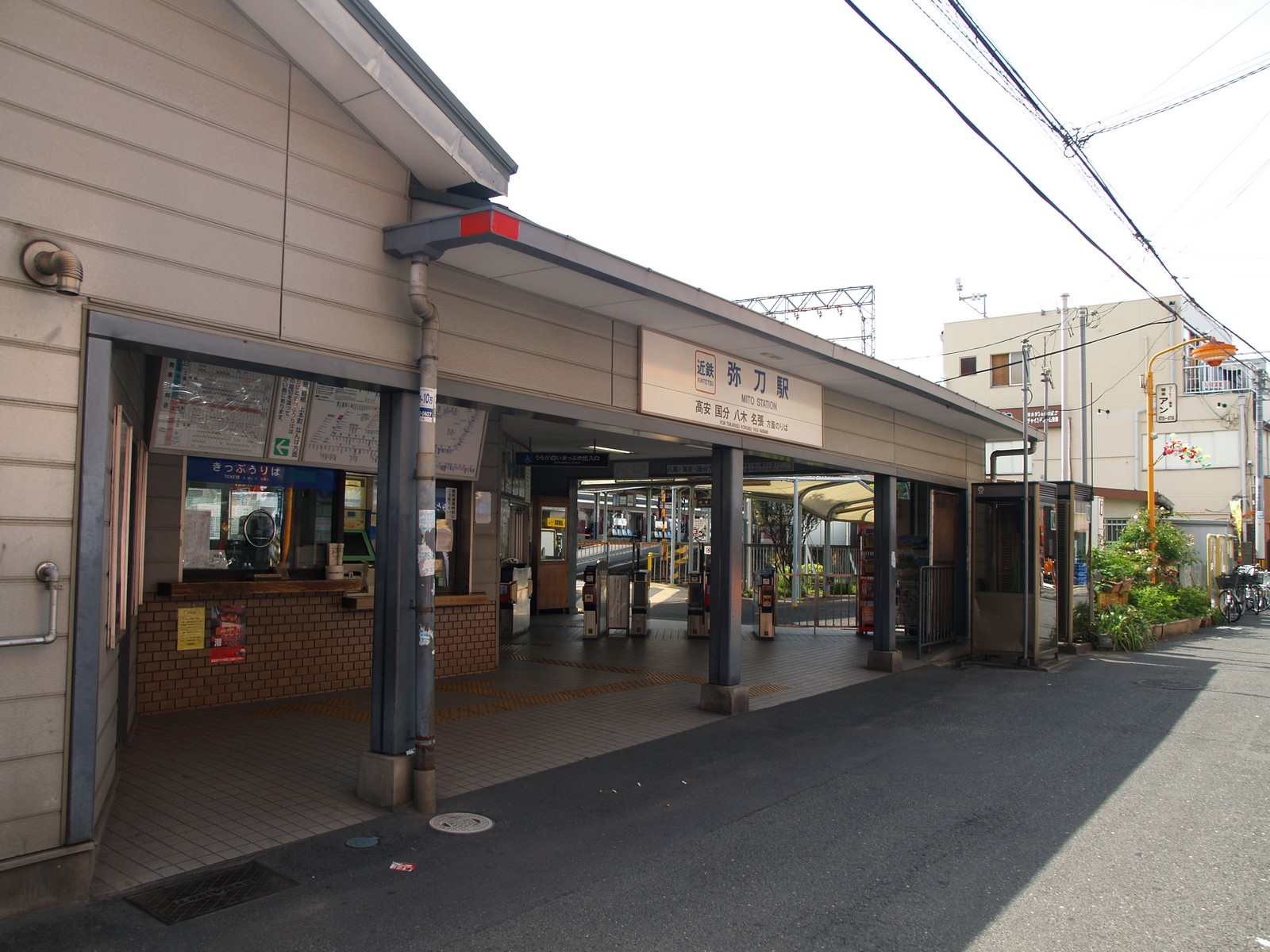
下行線閘口

## 使用狀況
在2018年11月13日，1日的上下車人次為10,299人。
以下為各年度1日平均乘車、上下車人次列表。
| 年度               | 特定日   | 特定日     | 特定日   | 1日平均 乘車人次 | 參考資料 |
| 年度               | 調査日   | 上下車人次 | 乘車人次 | 1日平均 乘車人次 | 參考資料 |
| ------------------ | -------- | ---------- | -------- | ---------------- | -------- |
| 1990年（平成02年） | 11月06日 | 20,693     | 10,309   | 10,825           | [ 5 ]    |
| 1991年（平成03年） | -        | -          | -        | 10,686           |          |
| 1992年（平成04年） | 11月10日 | 19,528     | 9,947    | 10,607           | [ 6 ]    |
| 1993年（平成05年） | -        | -          | -        | 10,405           |          |
| 1994年（平成06年） | -        | -          | -        | 10,062           |          |
| 1995年（平成07年） | 12月05日 | 17,973     | 9,031    | 9,908            | [ 7 ]    |
| 1996年（平成08年） | -        | -          | -        | 9,726            |          |
| 1997年（平成09年） | -        | -          | -        | 9,350            |          |
| 1998年（平成10年） | 11月10日 | 17,649     | 8,998    | 8,933            | [ 8 ]    |
| 1999年（平成11年） | -        | -          | -        | 8,579            |          |
| 2000年（平成12年） | 11月07日 | 15,102     | 7,587    | 8,342            | [ 9 ]    |
| 2001年（平成13年） | -        | -          | -        | 7,976            |          |
| 2002年（平成14年） | -        | -          | -        | 7,583            |          |
| 2003年（平成15年） | 11月11日 | 13,370     | 6,726    | 7,356            | [ 10 ]   |
| 2004年（平成16年） | -        | -          | -        | 7,090            |          |
| 2005年（平成17年） | 11月08日 | 12,645     | 6,346    | 6,888            | [ 11 ]   |
| 2006年（平成18年） | -        | -          | -        | 6,804            |          |
| 2007年（平成19年） | -        | -          | -        | 6,678            |          |
| 2008年（平成20年） | 11月18日 | 11,673     | 5,859    | 6,433            | [ 12 ]   |
| 2009年（平成21年） | -        | -          | -        | 6,104            |          |
| 2010年（平成22年） | 11月09日 | 10,608     | 5,348    | 5,934            | [ 13 ]   |
| 2011年（平成23年） | -        | -          | -        | 5,828            |          |
| 2012年（平成24年） | 11月13日 | 10,367     | 5,249    | 5,802            | [ 14 ]   |
| 2013年（平成25年） | -        | -          | -        | 5,824            |          |
| 2014年（平成26年） | -        | -          | -        | 5,628            |          |
| 2015年（平成27年） | 11月10日 | 10,814     | 5,478    | 5,743            | [ 15 ]   |
| 2016年（平成28年） | -        | -          | -        | 5,722            |          |
| 2017年（平成29年） | -        | -          | -        | 5,736            |          |
| 2018年（平成30年） | 11月13日 | 10,299     | 5,232    |                  | [ 16 ]   |

## 車站周邊
- 長瀨川（日语：長瀬川 (大阪府)）
- 彌刀神社（日语：彌刀神社）
- 御劔神社
- 金岡公園
- 東大阪市立金岡中學（日语：東大阪市立金岡中学校）
- 東大阪市立長瀬東小學（日语：東大阪市立長瀬東小学校）
- 金岡本通商店街
- KONOMIYA（日语：コノミヤ） 彌刀店
- Thanko 彌刀店
- 東大阪金岡郵局
- 近鐵彌刀變電站
- 久宝園住宅（八尾市內）
- 金物團地

## 相鄰車站
近畿日本鐵道
 大阪線
■快速急行、■急行、■準急、■區間準急
通過
■普通
長瀨（D08）－彌刀（D09）－久寶寺口（D10）

## 註腳
1. 1 2 3  曾根悟（監修）. . 朝日百科週刊. 2號 近畿日本鐵道 1. 朝日新聞出版. 2010-08-22: 18–23. ISBN 978-4-02-340132-7 （日语）.
2. ↑   (pdf) (新闻稿). 近畿日本鐵道. 2007-01-30  [2016-03-09]. （原始内容存档 (PDF)于2016-08-07） （日语）.
3. ↑  駅別乗降人員 大阪線 （页面存档备份，存于） - 近畿日本鐵道
4. ↑  東大阪市統計書
5. ↑  大阪府統計年鑑（平成3年）PDF
6. ↑  大阪府統計年鑑（平成5年）PDF
7. ↑  大阪府統計年鑑（平成8年）PDF
8. ↑  大阪府統計年鑑（平成11年）PDF
9. ↑  大阪府統計年鑑（平成13年）PDF
10. ↑  大阪府統計年鑑（平成16年）PDF
11. ↑  大阪府統計年鑑（平成18年）PDF
12. ↑  大阪府統計年鑑（平成21年）PDF
13. ↑  大阪府統計年鑑（平成23年）PDF
14. ↑  大阪府統計年鑑（平成25年）PDF
15. ↑  大阪府統計年鑑（平成28年）PDF
16. ↑  大阪府統計年鑑（令和元年）PDF

## 外部連結
- 彌刀 - 近畿日本鐵道（日語）